# Segesdi György
Segesdi György (Budapest, 1931. július 17. – Budapest, 2021. február 16.) kétszeres Munkácsy Mihály-díjas magyar szobrász, érdemes és kiváló művész.

## Élete
1948-ban az Óbudai Árpád Gimnáziumban érettségizett. 1949 és 1954 között a Magyar Képzőművészeti Főiskolán tanult, ahol mesterei Kisfaludi Strobl Zsigmond, Szabó Iván és Beck András voltak. Eleinte figurális szobrokat készített, majd az 1960-as évektől a lemezplasztikákkal is megpróbálkozott, az 1970-es évektől pedig egyre inkább használta műveiben a plexit. 1963-ban a párizsi a Fiatal Művészek Biennáléján, 1964-ben pedig a Velencei biennálén szerepelt. 1976-tól tanított a Magyar Iparművészeti Főiskolán mint a Szilikátipari Tanszék vezetője, 1987-től 1997-ig a Magyar Képzőművészeti Főiskola szobrász tanszékének docense volt.

## Díjai, elismerései
- Munkácsy Mihály-díj (1958, 1964)
- Érdemes művész (1973)
- Kiváló művész (1986)

## Kiállításai

### Egyéni kiállításai
- 1972 • Egyetemi Galéria, Debrecen (kat.)
- 1974 • Galerie Beck, Erlangen
- 1977 • Magyar Kulturális Intézet, Varsó
- 1979 • Művelődési Központ, Tata
- 1981 • Vár-kiállítóterem, Gyula
- 1983 • Óbuda Galéria, Budapest
- 1984 • Művelődési Ház, Vác

### Válogatott csoportos kiállításai
- 1952–1955 • Nemzeti Tárlat
- 1958 • Tavaszi Tárlat
- 1960, 1962, 1964, 1966 • Országos Kiállítás
- 1963 • Biennale des Jeunes Artistes, Párizs
- 1964 • XXXII. Velencei biennálé, Velence
- 1965 • Mai Magyar Művészet, Belgrád
- 1969 • Kunst fra Ungarn, Oslo
- 1969 • Biennále, Nürnberg
- 1970 • Art Hongrois Contemporain
- 1970 • Új Művek
- 1971 • I. Nemzetközi Kisplasztikai Biennálé, Műcsarnok, Budapest
- 1972 • Magyar Szobrászat, Moszkva
- 1974 • Ungarische Kunst der Gegenwart, Bécs
- IV. Országos Kisplasztikai Biennálé, Pécs
- 1975 • Ungarische Avantgarde, Nürnberg
- 1977 • B. In. D. Piccolo Sculptura
- 1982 • XL. Velencei biennále, Velence
- 1989 • Galerie Ritzel, Frankfurt am Main
- 1998 • Synergon Kortárs Galéria, Budapest

## Művei közgyűjteményekben
- Boymans M., Rotterdam
- Janus Pannonius Múzeum, Pécs
- Magyar Nemzeti Galéria, Budapest
- Stadtische Sammlung, Erlangen.

## Köztéri művei

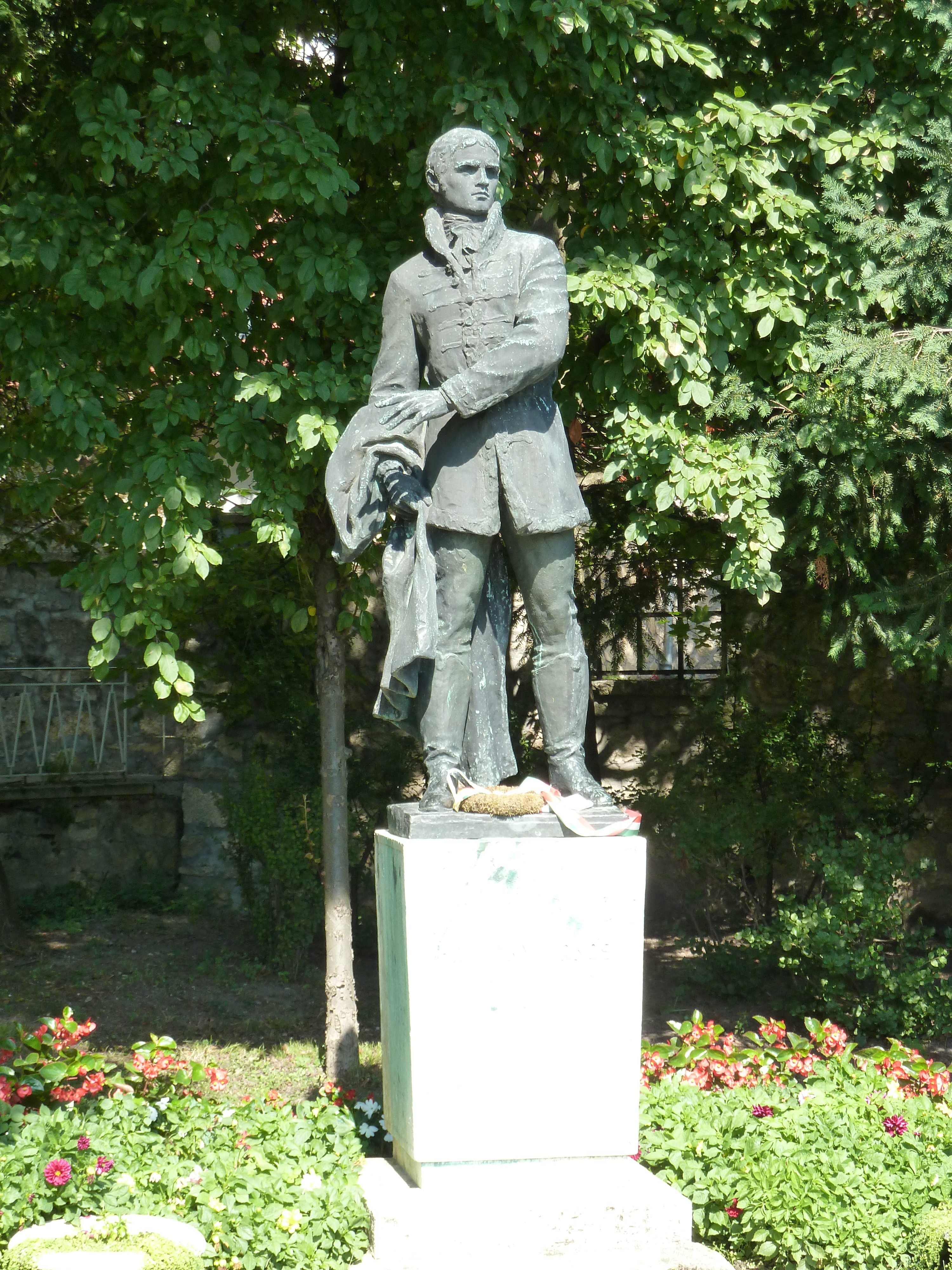
Batsányi János bronzszobra Tapolcán

- Batsányi János (bronz, 1954, Tapolca)
- Nagyváthy János (fém, 1956, Keszthely)
- kútszobor (műkő, 1956, Budapest)
- Juhász Gyula (bronz, 1957, Szeged)
- Zalka Máté (kő dombormű, 1958, Budapest)
- Strobl Alajos (bronz mellszobor, 1958, Budapest, Margit-sziget)
- Néphatalom (kő, 1959, Budapest)
- Lenin (bronz, 1959, Dunakeszi)
- Ülő leány (fém, 1960, Székesfehérvár)
- Fekvő nő (márvány, 1961, Szentes)
- Tanácsköztársaság-emlékmű (bronz, 1961, Szeged, 1990 után lebontva)
- Prométheusz (vörösréz, 1962, Tiszapalkonya)
- Zászlós férfi (vörösréz dombormű, 1963, Miskolc)
- szélkakas (acél, 1963, Budapest, Gellérthegy, Jubileumi park)
- Daidalosz (acél, 1964, Eger)
- Játszó gyerekek (kő, 1964, Eger)
- Három nő (kő, 1965, Orosháza)
- Leányalak (ólom, 1964, Jászberény)
- fürdődombormű (acél, 1965, Hévíz)
- Anyaság (acél, 1966, Aggtelek)
- vasfüggöny és oszlopburkolatok (acél, 1967, Vidám Színpad)
- Anna presszó pillérburkolat (acél, 1968, Budapest)
- Kereskedelmi Kamara oszlopburkolatok (acél, 1969, Budapest)
- Marx-Engels emlékmű (gránit, 1971, Budapest V. ker., Jászai Mari tér, 1992-től a Memento Parkban)
- térplasztika (acél, 1972, Debrecen)
- Forradalmi emlékmű (acél, 1972, Tatabánya)
- forgó plasztika (acél, 1973, OMÉK, Budapest)
- oszlopburkolat (acél, 1974, Megyei Könyvtár, Miskolc)
- kinetikus plasztika (acél, 1975, Budapest II. ker., Völgy u., Magyar Rádió Óvoda)
- térplasztika (acél, 1976, brazíliai magyar nagykövetség)
- Az 1879-es szegedi árvíz centenáriumi emlékműve (acél emlékmű, 1976–1979, Szeged)
- Sportcsarnok homlokzata [Blaski Jánossal] (acél, 1980–1981, Zalaegerszeg)
- térplasztika (acél, 1982, Budapest XIII. ker., Duna-part)
- térplasztika (acél, 1984, Budapest XII. ker., Hotel Novotel)
- térplasztika (acél, 1985, Budapest, az ÉVITERV előtt)
- homlokzati térplasztika (acél, 1986, Szombathely, Szombathelyi Képtár)
- Weöres Sándor (bronz, 2003, Csönge. 2013. szeptember 5-én ellopták, több darabban került elő.)[8][9]